# Jozef Plachý
Pour les articles homonymes, voir Plachy.
Jozef Plachý (né le 28 février 1949 à Košice) est un athlète slovaque, spécialiste des courses de demi-fond. Il figure sur la photographie ci-contre à droite, en maillot blanc de la Tchécoslovaquie, derrière l'Italo-Sud-Africain Fiasconaro.

## Biographie
Concourant pour la Tchécoslovaquie dès la fin des années 1960, il se classe cinquième du 800 m des Jeux olympiques de 1968. L'année suivante, il monte sur la deuxième marche du podium des Championnats d'Europe d'Athènes, devancé par l'Est-Allemand Dieter Fromm.
En début de saison 1972, à Grenoble, Jozef Plachý remporte le titre du 800 m des Championnats d'Europe en salle en parvenant à distancer le Soviétique Ivan Ivanov et le Français Francis Gonzalez. Il remporte deux nouvelles médailles dans cette compétition, en bronze, en 1973 et 1974.
Vainqueur des Universiades d'été de 1977, il se classe sixième de l'épreuve du 1 500 m des Jeux olympiques de 1980.
Il remporte onze titres de champion de Tchécoslovaquie en plein air : 9 sur 800 m en 1968, 1969, 1971, 1972, 1973, 1974, 1975, 1976 et 1977, et deux sur 1 500 m en 1978 et 1980.

### Palmarès
| Date | Compétition                    | Lieu      | Résultat | Épreuve |
| ---- | ------------------------------ | --------- | -------- | ------- |
| 1968 | Jeux olympiques                | Mexico    | 5e       | 800 m   |
| 1969 | Championnats d'Europe          | Athènes   | 2e       | 800 m   |
| 1971 | Championnats d'Europe          | Helsinki  | 6e       | 800 m   |
| 1972 | Championnats d'Europe en salle | Grenoble  | 1er      | 800 m   |
| 1973 | Championnats d'Europe en salle | Rotterdam | 3e       | 800 m   |
| 1974 | Championnats d'Europe en salle | Göteborg  | 3e       | 800 m   |
| 1975 | Championnats d'Europe en salle | Katowice  | 4e       | 800 m   |
| 1977 | Universiade                    | Sofia     | 1er      | 1 500 m |
| 1980 | Jeux olympiques                | Moscou    | 6e       | 1 500 m |

### Records
| Épreuve | Performance   | Lieu       | Date            |
| ------- | ------------- | ---------- | --------------- |
| 800 m   | 1 min 45 s 4  | Stuttgart  | 31 juillet 1969 |
| 1 500 m | 3 min 37 s 04 | Bratislava | 10 juin 1977    |
| Mile    | 3 min 52 s 59 | Stockholm  | 3 juillet 1978  |